# Округи УСРР 1923—1930
Територіально-адміністративна система окру́г УСРР проіснувала з початку 1923 до 1930 року та була перехідною системою від губерній до областей.

## Адміністративний поділ у березні 1923 року

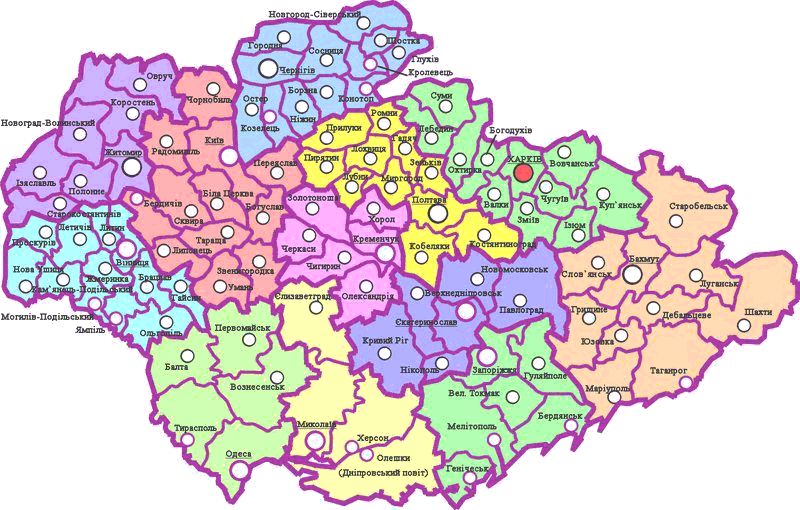
Губернії та повіти в Україні у 1921 році

7 березня 1923 року ВУЦВК прийняла 9 постанов (для кожної губернії), згідно з якими в УСРР замість 100 повітів, що ділилися на 1989 волостей, було створено 53 округи в складі 9 існуючих губерній. Округи ділилися на 706 районів.
Волинська губернія (3 округи):
1. Житомирська
2. Коростенська
3. Шепетівська

Донецька губернія (7 округ):
1. Бахмутська
2. Луганська
3. Маріупольська
4. Старобільська
5. Таганрозька
6. Шахтинська
7. Юзівська

Катеринославська губернія (7 округ):
1. Бердянська
2. Запорізька
3. Катеринославська
4. Криворізька
5. Мелітопольська
6. Олександрійська
7. Павлоградська

Київська губернія (7 округ):
1. Бердичівська
2. Білоцерківська
3. Київська
4. Корсунська
5. Малинська
6. Уманська
7. Черкаська

Одеська губернія (6 округ):
1. Балтська
2. Лисаветградська
3. Миколаївська
4. Одеська
5. Першомайська
6. Херсонська

Подільська губернія (6 округ):
1. Вінницька
2. Гайсинська
3. Кам'янецька
4. Могилівська
5. Проскурівська
6. Тульчинська

Полтавська губернія (7 округ):
1. Золотоноська
2. Красноградська
3. Кременчуцька
4. Лубенська
5. Полтавська
6. Прилуцька
7. Роменська

Харківська губернія (5 округ):
1. Богодухівська
2. Ізюмська
3. Куп'янська
4. Сумська
5. Харківська

Чернігівська губернія (5 округ):
1. Конотопська
2. Ніжинська
3. Новгород-Сіверська
4. Сновська
5. Чернігівська

## Зміни складу округ у1923–1930роках
Зміни у 1923–1924 роках:

Округи УСРР після скасування поділу на губернії (1 серпня 1925)

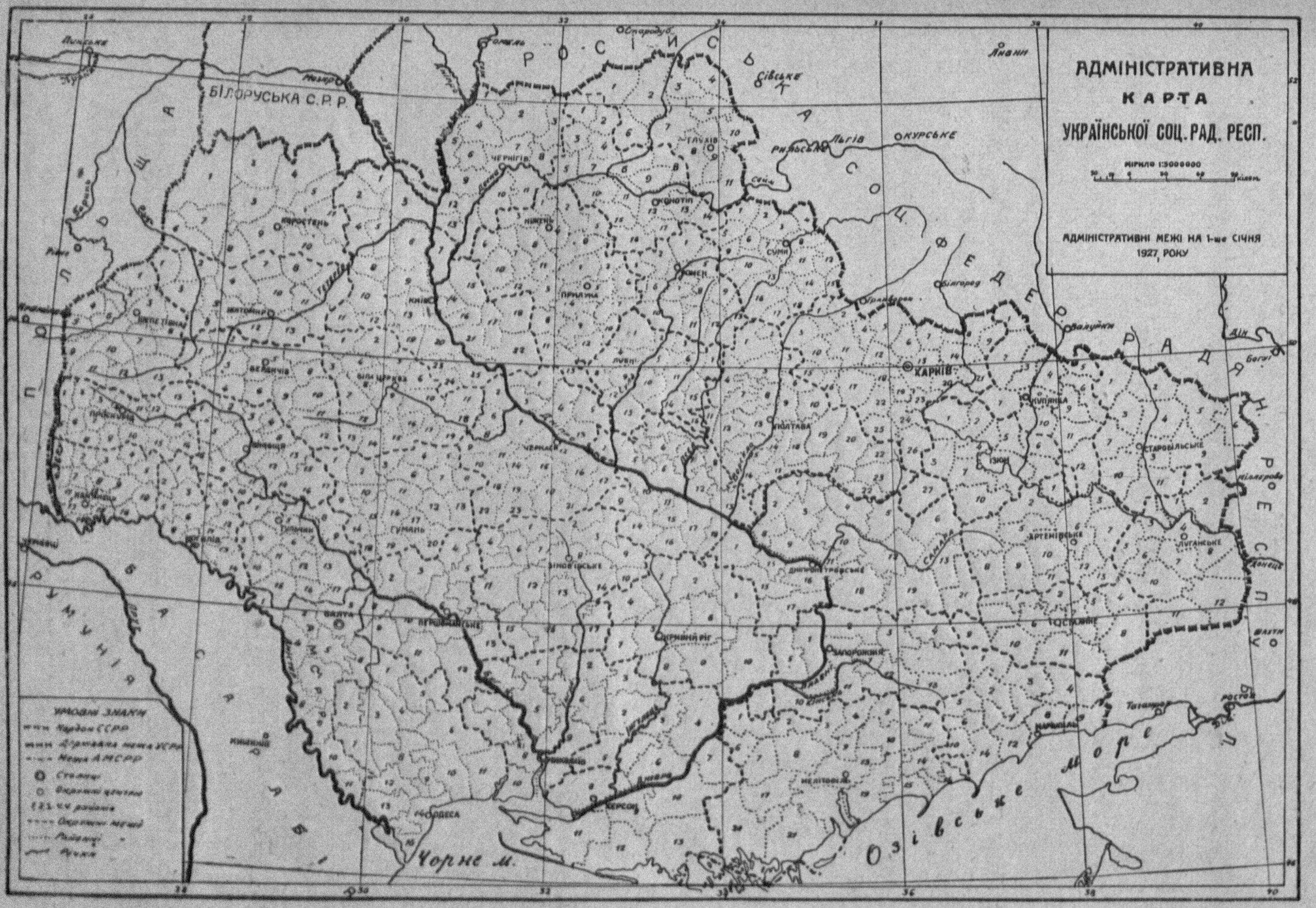
Округи та райони УСРР на 1927 р.

- 12 листопада 1923 року Богодухівська округа перейменована на Охтирську, центр перенесено до Охтирки.
- 6 червня 1924 року Юзівську округу перейменовано на Сталінську, місто Юзівку — на Сталін.[1]
- 7 серпня 1924 року Лисаветградську округу перейменовано на Зинов'євську, м. Лисаветград — на Зінов'євськ.[2]
- 12 серпня 1924 року Бахмутську округу перейменовано на Артемівську, м. Бахмут — на Артемівськ.
- 1 жовтня 1924 року Таганрозька й Шахтинська округи перейшли до складу РРФСР.
- 12 жовтня 1924 року створена Молдавська Автономна Радянська Соціалістична Республіка (АРСР). Столиця — м. Балта (з 1929 — м. Тирасполь).
- 28 жовтня 1924 року скасовано Малинську округу.[3]
- 26 листопада 1924 року скасовано Балтську округу.[4]

Станом на 1 січня 1925 року УСРР поділялася на 661 районів, що входили до складу 49 округ, які утворювали 9 губерній та Молдавську АРСР. 
3 червня 1925 року ВУЦВК прийняв постанову «Про ліквідацію губерень й про перехід на трьохступневу систему управління», згідно з якою з 1 серпня ліквідовувалися губернії, при цьому з 15 червня 1925 року ліквідовувалися 8 округ: 
- Бердянська
- Гайсинська
- Золотоніська
- Красноградська
- Олександрійська
- Охтирська
- Сновська
- Шевченківська

Таким чином з 1 серпня 1925 року УСРР поділялася на 41 округу, що складалася з 659 районів. Крім того, з 12 жовтня 1924 року до складу УСРР також входила Молдавська Автономна Радянська Соціалістична Республіка (АРСР).
| №                                            | Округи і АРСР      | Площа (в²) | Населення, осіб | Центр               | Кількість районів                        |
| Округи                                       | Округи             | Округи     | Округи          | Округи              | Округи                                   |
| -------------------------------------------- | ------------------ | ---------- | --------------- | ------------------- | ---------------------------------------- |
| 1                                            | Артемівська        | 8381       | 690 000         | Артемівськ          | 15                                       |
| 2                                            | Бердичівська       | 6083       | 539 000         | Бердичів            | 15                                       |
| 3                                            | Білоцерківська     | 7486       | 767 000         | Біла Церква         | 21                                       |
| 4                                            | Вінницька          | 6524       | 689 000         | Винниця             | 20                                       |
| 5                                            | Житомирська        | 8653       | 627 000         | Житомір             | 15                                       |
| 6                                            | Запорізька         | 10937      | 504 000         | Запоріжжя           | 14                                       |
| 7                                            | Зінов'ївська       | 11956      | 700 000         | Зінов'ївськ         | 18                                       |
| 8                                            | Ізюмська           | 6423       | 362 000         | Ізюм                | 10                                       |
| 9                                            | Кам'янецька        | 4507       | 507 000         | Кам'янець           | 17                                       |
| 10                                           | Катеринославська   | 8165       | 738 000         | Катеринослав        | 15                                       |
| 11                                           | Київська           | 11845      | 1 227 000       | Київ                | 26                                       |
| 12                                           | Конотіпська        | 7485       | 536 000         | Конотіп             | 15                                       |
| 13                                           | Коростенська       | 11866      | 448 000         | Коростень           | 11                                       |
| 14                                           | Кременчуцька       | 9491       | 795 000         | Кременчук           | 18                                       |
| 15                                           | Криворізька        | 12271      | 501 000         | Кривий Ріг          | 14                                       |
| 16                                           | Куп'янська         | 6158       | 355 000         | Куп'янка            | 11                                       |
| 17                                           | Лубенська          | 6526       | 511 000         | Лубни               | 16                                       |
| 18                                           | Луганська          | 8687       | 608 000         | Луганськ            | 15                                       |
| 19                                           | Маріупільська      | 8863       | 501 000         | Маріупіль           | 12                                       |
| 20                                           | Мелітопольська     | 14200      | 664 000         | Мелітопіль          | 20                                       |
| 21                                           | Миколаївська       | 9667       | 447 000         | Миколаїв            | 9                                        |
| 22                                           | Могилівська        | 4633       | 488 000         | Могилів-Подільський | 16                                       |
| 23                                           | Ніженська          | 5837       | 434 000         | Ніжин               | 12                                       |
| 24                                           | Новгород-Сіверська | 8259       | 448 000         | Новгород-Сіверський | 14                                       |
| 25                                           | Одеська            | 12762      | 833 000         | Одеса               | 15                                       |
| 26                                           | Павлоградська      | 11294      | 508 000         | Павлоград           | 13                                       |
| 27                                           | Першомайська       | 10485      | 511 000         | Першомайськ         | 15                                       |
| 28                                           | Полтавська         | 11234      | 955 000         | Полтава             | 24                                       |
| 29                                           | Прилуцька          | 59466      | 512 000         | Прилуки             | 14                                       |
| 30                                           | Проскурівська      | 6151       | 628 000         | Проскурів           | 18                                       |
| 31                                           | Роменська          | 5888       | 510 000         | Ромни               | 13                                       |
| 32                                           | Сталінська         | 8258       | 524 000         | Сталіне             | 13                                       |
| 33                                           | Старобільська      | 9066       | 434 000         | Старобільськ        | 12                                       |
| 34                                           | Сумська            | 8045       | 809 000         | Суми                | 21                                       |
| 35                                           | Тульчинська        | 6836       | 654 000         | Тульчин             | 18                                       |
| 36                                           | Уманська           | 7749       | 795 000         | Гумань              | 19                                       |
| 37                                           | Харківська         | 12438      | 1 265 000       | Харків              | 23                                       |
| 38                                           | Херсонська         | 17337      | 522 000         | Херсон              | 12                                       |
| 39                                           | Черкаська          | 10688      | 1 087 000       | Черкаси             | 23                                       |
| 40                                           | Чернігівська       | 8797       | 461 000         | Чернігів            | 15                                       |
| 41                                           | Шепетівська        | 6658       | 476 000         | Шепетівка           | 11                                       |
| Всього у округах                             | Всього у округах   | 429700 км² | 27 663 900      |                     | 648                                      |
| Автономна Радянська Соціалістична Республіка |                    |            |                 |                     |                                          |
| 1                                            | Молдавська         | 7835 км²   | 545 598         | Балта               | 11                                       |
| Разом                                        | Разом              | 437535 км² | 28 209 498      | Харків              | 659 районів в складі 41 округи та 1 АРСР |

- 19 серпня 1925 року Новгород-Сіверська округа перейменована на Глухівську, окружний центр перенесено до Глухова.[5]
- 15 вересня 1925 року Житомирська округа перейменована на Волинську.
- 16 жовтня 1925 року від Курської губернії РРФСР до УСРР передано: а) територія колишнього Путивльського повіту (без Крупицької волості); б) Криничанська волость Грайворонського повіту; в) дві неповні волості Грайворонського та Білгородського повітів.
- 16 червня 1926 року ліквідована Павлоградська округа з приєднанням її території до Харківської (Лозівський район) і Катеринославської округ.
- 20 липня 1926 року Катеринославська округа перейменована на Дніпропетровську округу разом з перейменуванням окружного центру.
- 5 січня 1927 року Черкаську округу перейменовано на Шевченківську.

| №                                            | Округи і АРСР    | Площа (км²) | Населення (перепис 1926) | Центр               | Склад (на 1.01.1927)                   | Підрайон           |
| Округи                                       | Округи           | Округи      | Округи                   | Округи              | Округи                                 | Округи             |
| -------------------------------------------- | ---------------- | ----------- | ------------------------ | ------------------- | -------------------------------------- | ------------------ |
| 1                                            | Артемівська      | 10472       | 766 668                  | Артемівськ          | 13 районів                             | Гірничопромисловий |
| 2                                            | Бердичівська     | 8275        | 732 571                  | Бердичів            | 12 районів                             | Правобережний      |
| 3                                            | Білоцерківська   | 9841        | 861 251                  | Біла Церква         | 19 районів                             | Правобережний      |
| 4                                            | Вінницька        | 7976        | 775 618                  | Винниця             | 17 районів                             | Правобережний      |
| 5                                            | Волинська        | 9981        | 690 537                  | Житомір             | 13 районів                             | Поліський          |
| 6                                            | Глухівська       | 10189       | 551 893                  | Глухів              | 11 районів                             | Поліський          |
| 7                                            | Дніпропетровська | 20485       | 1 292 828                | Дніпропетровськ     | 20 районів                             | Дніпропетровський  |
| 8                                            | Запорізька       | 12998       | 533 315                  | Запоріжжя           | 13 районів                             | Дніпропетровський  |
| 9                                            | Зінов'ївська     | 13516       | 770 298                  | Зінов'ївськ         | 17 районів                             | Степовий           |
| 10                                           | Ізюмська         | 7974        | 378 095                  | Ізюм                | 10 районів                             | Лівобережний       |
| 11                                           | Кам'янецька      | 5608        | 541 096                  | Кам'янець           | 16 районів                             | Правобережний      |
| 12                                           | Київська         | 19096       | 1 594 810                | Київ                | 25 районів                             | Правобережний      |
| 13                                           | Конотіпська      | 9946        | 660 129                  | Конотіп             | 17 районів                             | Поліський          |
| 14                                           | Коростенська     | 13568       | 521 092                  | Коростень           | 11 районів                             | Поліський          |
| 15                                           | Кременчуцька     | 11278       | 791 831                  | Кременчук           | 18 районів                             | Лівобережний       |
| 16                                           | Криворізька      | 13479       | 565 012                  | Кривий Ріг          | 10 районів                             | Дніпропетровський  |
| 17                                           | Куп'янська       | 8497        | 426 015                  | Куп'янка            | 12 районів                             | Лівобережний       |
| 18                                           | Лубенська        | 7615        | 568 825                  | Лубни               | 16 районів                             | Лівобережний       |
| 19                                           | Луганська        | 11133       | 614 643                  | Луганськ            | 12 районів                             | Гірничопромисловий |
| 20                                           | Маріупільська    | 9935        | 415 540                  | Маріупіль           | 12 районів                             | Степовий           |
| 21                                           | Мелітопольська   | 21245       | 736 166                  | Мелітопіль          | 21 район                               | Степовий           |
| 22                                           | Миколаївська     | 11334       | 497 326                  | Миколаїв            | 10 районів                             | Степовий           |
| 23                                           | Могилівська      | 5658        | 522 036                  | Могилів-Подільський | 14 районів                             | Правобережний      |
| 24                                           | Ніженська        | 6947        | 471 871                  | Ніжин               | 12 районів                             | Лівобережний       |
| 25                                           | Одеська          | 14185       | 864 399                  | Одеса               | 16 районів                             | Степовий           |
| 26                                           | Першомайська     | 11982       | 665 922                  | Першомайськ         | 13 районів                             | Степовий           |
| 27                                           | Полтавська       | 14927       | 1 089 554                | Полтава             | 24 районів                             | Лівобережний       |
| 28                                           | Прилуцька        | 6894        | 510 064                  | Прилуки             | 13 районів                             | Лівобережний       |
| 29                                           | Проскурівська    | 6217        | 572 967                  | Проскурів           | 16 районів                             | Правобережний      |
| 30                                           | Роменська        | 6867        | 536 305                  | Ромни               | 13 районів                             | Лівобережний       |
| 31                                           | Сталінська       | 9570        | 654 941                  | Сталіне             | 11 районів                             | Гірничопромисловий |
| 32                                           | Старобільська    | 11501       | 480 378                  | Старобільськ        | 11 районів                             | Степовий           |
| 33                                           | Сумська          | 7904        | 690 726                  | Суми                | 18 районів                             | Лівобережний       |
| 34                                           | Тульчинська      | 7837        | 706 528                  | Тульчин             | 17 районів                             | Правобережний      |
| 35                                           | Уманська         | 9997        | 893 072                  | Гумань              | 20 районів                             | Правобережний      |
| 36                                           | Харківська       | 16058       | 1 603 623                | Харків              | 27 районів                             | Лівобережний       |
| 37                                           | Херсонська       | 19365       | 565 865                  | Херсон              | 13 районів                             | Степовий           |
| 38                                           | Черкаська        | 13468       | 1 138 062                | Черкаси             | 23 райони                              | Правобережний      |
| 39                                           | Чернігівська     | 10685       | 534 230                  | Чернігів            | 13 районів                             | Поліський          |
| 40                                           | Шепетівська      | 8793        | 659 746                  | Шепетівка           | 13 районів                             | Правобережний      |
| Автономна Радянська Соціалістична Республіка |                  |             |                          |                     |                                        |                    |
|                                              | Молдавська       | 8288        | 572 339                  | Балта               | 11 районів                             | Степовий           |
|                                              | Разом            | 451584      | 29 018 187               | Харків              | 624 райони в складі 40 округ та 1 АРСР |                    |

Округи УСРР з 1929 до 13 червня 1930

13 червня 1930 року ВУЦВК і РНК УСРР видали постанову, згідно з якою скасовувалися 13 округ:
- Кам'янецька,
- Шепетівська,
- Коростенська,
- Ніжинська,
- Глухівська,
- Прилуцька,
- Ізюмська,
- Куп'янська,
- Старобільська,
- Тульчинська,
- Першомайська,
- Роменська,
- Могилівська.

Територія ліквідованих округ приєднувалась до інших.
Згідно з постановами ЦВК і РНК СРСР від 23 липня 1930 року «Про ліквідацію округ» і ВУЦВК та Раднаркому УСРР від 2 вересня 1930 року «Про ліквідацію округ і перехід на двоступеневу систему управління» з 15 вересня 1930 року округи в Україні скасовувалися. Уся територія республіки розподілялася на 503 адміністративних одиниці: 484 райони, 18 міст республіканського підпорядкування і АМСРР (до якої входили 11 районів).